# The Last Blade
The Last Blade es un juego de lucha desarrollado y lanzado por SNK para el sistema Neo Geo en 1997. También fue portado a varias consolas domésticas. Una secuela, The Last Blade 2, se lanzó en 1998.
El juego tiene lugar durante la era de Bakumatsu en Japón e incorpora varios elementos de la mitología japonesa (con un fuerte énfasis en la simbología de los Cuatro Símbolos). Como tal, la música de fondo generalmente incorpora instrumentos sintetizados que simulan un sonido apropiado para el escenario del siglo XIX, en un estilo pseudo-romántico clásico occidental (inusual para un juego de lucha). Está inspirado en la serie Rurouni Kenshin, como muestra de gratitud hacia su mangaka, Nobuhiro Watsuki, el cual reconoció ser admirador de la otra saga de espadachines de SNK, Samurai Shodown.

## Jugabilidad
La serie Last Blade es vista como un sucesor espiritual de la popular serie Samurai Shodown de SNK, debido a que es un juego de lucha similar basado en armas 2D. La jugabilidad se caracteriza por dos estilos de lucha seleccionables y un sistema combinado único junto con un sistema de 'desvío' que implica presionar el botón D en el ataque de un oponente. Al desviar, el oponente queda abierto para atacar.
Los dos estilos consisten en dos modos: modo de velocidad y modo de poder. El modo de velocidad permite a los jugadores encadenar varios ataques normales en un movimiento especial o desesperado / súper, así como ejecutar un Combo de velocidad. El modo de poder, por otro lado, le otorga al jugador un mayor potencial de daño exponencialmente y le da acceso a movimientos súper desesperados que infligen una cantidad exorbitante de daño (sin embargo, los requisitos previos para realizarlos requieren que la barra de vida del jugador parpadee y tenga una barra de poder completa) . El modo de energía también permite al jugador realizar Super Cancelaciones; Cancelar un movimiento especial en un movimiento de desesperación / súper movimiento (Pero no un movimiento de desesperación, con la única excepción de Awakened Kaede en el primer juego).

## Argumento
"Mucho antes de que existiera la humanidad, en un tiempo lejano del mito, la muerte era un concepto desconocido e igualmente distante, pero cuando la muerte llegó por primera vez al mundo, nació el 'Mensajero de muy Lejos'.
Con el tiempo, el Rito de Sellado se llevó a cabo para sellar la Muerte detrás de la Puerta del Inframundo. En ese momento, nacieron dos mundos, uno cercano y otro lejano. Así comenzó la historia de la vida y la muerte.
Ha pasado medio año desde la locura de Suzaku, y el inframundo todavía está vinculado por un gran portal. El gran pecado de Kagami aún se escucha como si estuviera sonando desde los cielos. Nuestro mundo ha sido llamado. Las leyendas de antaño hablaban del sellado del límite entre los dos mundos. El Rito de Sellado sería necesario para contener los espíritus de ese mundo lejano.
Sin embargo, el Rito de Sellado reúne el poder de los Cuatro Dioses y la Doncella del Sellado, por primera vez completando adecuadamente el ritual.
Para encontrar a la Doncella del Sellado, Genbu comenzó a buscar en el centro del mundo, desde donde comienzan todas las cosas. Al mismo tiempo, en el inframundo, en las profundidades de la oscuridad, muchos espíritus conspiraron, tramando obstaculizar el Rito de Sellado. Solo tenían un deseo: renacer en nuestro mundo".

## Personajes
Todos los personajes de la serie Last Blade son de origen japonés, excepto Lee Rekka, que es de China, y Yuki, que es de Rusia. Algunos personajes, como Akatsuki Musashi y Lee Rekka, se basan en figuras históricas o legendarias. Varios personajes de la serie Last Blade también aparecieron en Neo Geo Battle Coliseum

### Introducidos en The Last Blade
- Kaede: Espadachín del dojo del maestro Gaisei, que busca vengar la muerte de su maestro y tutor a manos de Shinnosuke Kagami. Puede generar ataques eléctricos y posee el poder del dragón Seiryuu, que lo hace entrar en su "Modo Despertar".
- Moriya Minakata: Otro discípulo de Gaisei, fue el primero que encontró su cadáver, por esto, fue atacado erróneamente por Kaede, debiendo abandonar el lugar. También busca vengarse de Kagami. Su técnica es muy rápida y puede crear ondas de ki con su katana.
- Yuki: Tercera discípula de Gaisei, no pudo impedir las disputas entre Kaede y Moriya, sin embargo acompaña al primero en búsqueda de Kagami. Se revela que es la doncella que debe sacrificarse para sellar la puerta del mal. Pelea con una Naginata y tiene poderes criomantes (generar hielo).
- Keiichiro Washizuka: Es el líder de un Shinsengumi, fuerza policial de la era Bakumatsu. Su sentido de justicia y cumplimiento del deber son su motor principal. Es el único que sabe la verdadera identidad de Kojiroh Sanada. Puede cargar sus movimientos y su estilo es más apegado a la vida real.
- Shikyoh: Antiguo miembro del Shinsengumi de Washizuka, fue expulsado por este debido a su sadismo y brutalidad. Como un Rōnin, enfrentó y mató a otros pendencieros, hasta que decidió atravesar la puerta del mal y quedarse en el reino Makai. Pelea al estilo Berserker con dos dagas que pueden unirse en una lanza doble
- Lee Rekka: Uno de los dos personajes no japoneses (es chino, la otra es Yuki, que es rusa). Entrena un estilo Shaolin norteño combinado con el uso de un abanico y piroquinesis. Mientras mejora sus habilidades, se enfrenta a amenazas al bien y el orden. Suele perderse con facilidad
- Zantetsu: Es uno de los últimos ninjas de la época y objeto de burla de la gente. Para demostrar su valía, combate a las amenazas provenientes de la puerta del mal. Pelea con dos Ninjatos cortos y su estilo de Ninjutsu es el Kisaragi, el cual deriva en el estilo del también ninja Eiji Kisaragi, peleador del juego Art of Fighting.
- Akari Ichijou: Pequeña hechicera Onmyōji capaz de invocar seres espirituales como Yōkai o demonios del reino Makai y controlarlos a su voluntad. Es la encargada de sellar la puerta del mal las dos veces que se abrió. Tiene un espíritu aventurero a pesar de las quejas de su padre.
- Juzoh Kanzaki: Compañero de aventuras y hermano adoptivo de Akari, es flojo y despreocupado, solo cuando no esta en algún peligro por culpa de Akari. Tiene una gran fuerza física capaz de causar temblores contra el suelo, y maneja un pesado bate de metal sin ningún problema.
- Genbu no Okina: Es un anciano guardián de una de las puertas del mal. Entrenó a Kaede, y lo siguió en secreto al terminar para protegerlo. También protege a Yuki, la doncella del sello para que los enviados del Makai no la dañen. Pelea controlando el agua y ayudado por tortugas místicas que invoca
- Shigen Naoe: Otro guardián de una puerta del mal, fue inmovilizado y sellado por Kagami en una roca, liberándose después de 10 años. Cegado por la ira, dio caza a Kagami, hasta que se reencontró con su hija Kotetsu, a quien entreno para pasar tiempo con ella. Usa su brazo endurecido por la magia del dragón Byakko.
- Hyo Amano: es un extravagante peleador, aficionado a los jolgorios de mujeres y alcohol. Cuando la puerta del mal se abre, Hyo busca al que forjo su espada para mejorarla, pero el mismo había muerto y tenía una hija exiliada. Entonces Hyo decidió buscarla. Sus ataques están coronados por flores de Cerezo.
- Musashi Akatsuki: Inspirado en el guerrero legendario Miyamoto Musashi, era un legendario espadadchín errante que había muerto en períodos de guerra. Pero Kagami lo revivió como un retornado para ser su guardaespaldas involuntariamente. Pese a eso, mantiene su código de honor.
- Kojiroh Sanada: Impecable miembro del Shinsengumi de Washizuka, fue asignado para investigar las puertas del mal. En el proceso, encuentra y se bate a duelo con Shikyo, quien lo asesina en un difícil combate. Su estilo es similar al de Washizuka, pero más ágil.
- Shinosuke Kagami: Jefe final del primer juego y origen del disturbio relacionado con las puertas del mal. Precisamente era uno de los guardianes, pero retiró su sello por considerar inferiores a los humanos, además de eliminar amenazas de sus planes. Se redime gracias a Okina. Posee el poder del dragón Suzaku, que también le da un "Modo Despertar"

### Introducidos en The Last Blade 2
- Hibiki Takane: Es la hija del forjador Genzoh Takane, una leyenda entre los espadachines. Por instrucción de su padre, Hibiki persigue para dar caza a Setsuna, causante de su problema de salud y posterior muerte. Es a quien Amano busca. Su estilo es uno de los más veloces del juego
- Mukuro: es la forma retornada de Shikyoh, asesinado durante el conflicto con Kagami. Mantiene su sadismo y predilección por matar, pero potenciado al ya no tener humanidad ni sentir remordimiento o compasión alguna.
- Kaori Sanada: Hermana menor del difunto Kojiroh, el era su admiración y modelo a seguir. Tras la muerte de Kojiroh, Kaori asume su identidad y se enlista en el Shinsengumi de Washizuka, el cual sabe su verdadera identidad. Su principal objetivo es Mukuro, asesino de su hermano. Su estilo es idéntico al de Kojiroh.
- Hagure Hitogata: es uno de los seres místicos, un Shikigami, invocado por Akari. Puede transformarse en cualquiera de los peleadores del juego. Sufre de pirofobia.
- Setsuna: Es un alma del Makai que escapo por la puerta del mal durante el disturbio de Kagami. Poseyó a un bebé abandonado y lo hizo crecer hasta la adultez. Es sádico y despiadado como Mukuro pero sin perder la cordura, matando gente a conciencia con la espada que le forjo Genzoh Takane antes de morir.
- Kouryu: Jefe final de esta entrega, es la forma retornada de Gaisei, maestro de Kaede, Moriya y Yuki, reanimado por una fuerza desconocida, y potenciado con el poder de los cuatro dragones elementales (Suzaku -fuego-, Byakko -tierra-, Genbu -agua- y Seiryuu -rayo- ). Es sellado en el Makai tras ser derrotado.

## Relanzamiento
The Last Blade se incluyó posteriormente con la secuela The Last Blade 2 para una compilación de PlayStation 2 lanzada solo en Japón el 12 de enero de 2006, titulada Bakumatsu Rouman: Gekka no Kenshi 1・2; Ambos juegos son emulaciones perfectas de los juegos originales. La versión de PlayStation fue relanzada en Japón para PlayStation Portable a través de PlayStation Store el 26 de abril de 2007.
Fue relanzado para Wii a través de la consola virtual por D4 Enterprise en Japón el 13 de marzo de 2012, En Norteamérica el 7 de junio de 2012, Y en regiones PAL el 2 de agosto de 2012.
SNK Playmore lanzó una versión desarrollada por DotEmu para Microsoft Windows, OS X, Linux y asm.js como parte del Humble NEOGEO 25th Anniversary Bundle el 8 de diciembre de 2015, Fue lanzado en Steam el 31 de agosto de 2016, y en GOG.com el 30 de mayo de 2017.
Hamster Corporation relanzó el juego como parte de su serie ACA Neo Geo para Xbox One a través de Xbox Games Store el 18 de mayo de 2017; Para PlayStation 4 a través de PlayStation Store en Japón el 18 de mayo de 2017, en regiones PAL el 25 de mayo de 2017 y en América del Norte el 15 de junio de 2017; Para Nintendo Switch a través de Nintendo eShop el 14 de diciembre de 2017; y para Windows 10 a través de Microsoft Store el 28 de febrero de 2018.

## Apariciones en otros juegos
- Hibiki Takane aparece como jugadora disponible en Capcom vs. SNK 2: Mark of the Millennium 2001 y como DLC en Samurai Shodown 2019
- Kaede, Moriya Minakata, Keiichiro Washizuka y Akari Ichijou aparecen como personajes disponibles en Neo Geo Battle Coliseum
- Kaede además aparece como Asistente alternativo de Ryo Sakazaki en The King of Fighters 2000